# Dallasiella
Dallasiella willistoni
Genre
Espèce
Dallasiella willistoni, la première découverte du genre fossile Dallasiella, est une espèce fossile de grands requins lamniformes de la famille des Cretoxyrhinidae.

## Classification
Le  genre Dallasiella et l'espèce Dallasiella willistoni sont décrits en 1999 par le paléontologue français Henri Cappetta et le paléontologue américain Gerard Ramon Case,,.

### Espèce type
L'espèce type est Dallasiella willistoni.

### Citations
L'espèce Dallasiella willistoni est citée :
- en 2006 par Cumbaa et al. p. 147
- en 2008 par Cook et al. p. 1191 fig. 5B
- en 2013 par Cook et al. p. 576 figs. 12B-H
- en 2013 par Guinot et al. p. 633 figs. 16A-M
- en 2016 par Bice & Shimada p. 177 figs. 3I-K[2].

### Fossiles
Selon Paleobiology Database en 2023, dix collections de fossiles sont référencées, toutes du Crétacé, dans quatre pays : Canada (trois collections en Alberta), une en France, deux au Royaume-Uni et quatre aux États-Unis (Kansas, Montana et Texas).

## Présentation
Dallasiella est un genre fossile de requins maquereaux qui a vécu pendant le Crétacé supérieur. Il contient deux espèces valides, D. willistoni et D. brachyodon Siversson, Cederström, & Ryan, 2022, qui ont été trouvées en Amérique du Nord et en Europe,. Alors qu'il était autrefois placé dans les familles Cretoxyrhinidae et Archaeolamnidae, il est maintenant considéré comme Lamniformes incertae sedis.

### Publication originale
- [H. Cappetta et G. R. Case 1999] (en) H. Cappetta et G. R. Case, « Additions aux faunes de sélaciens du Crétacé du Texas (Albien supérieur-Campanien) », Palaeo Ichthyologica, vol. 9,‎ 1999, p. 5-111 (lire en ligne).